# Robert Byron
Robert Byron (Londra, 26 febbraio 1905 – Oceano Atlantico, 24 febbraio 1941) è stato uno scrittore inglese di viaggi, conosciuto particolarmente per La via per l'Oxiana. Fu anche un notevole critico d'arte e storico.

## Biografia
Robert Byron nacque a Londra nel 1905; studiò a Eton e ad Oxford, da dove fu espulso per i suoi atteggiamenti ribelli. Morì nel 1941, durante la seconda guerra mondiale, quando la nave su cui viaggiava verso l'Egitto, fu silurata da un U-Boot tedesco al largo di Capo Wrath in Scozia.
Il libro di Byron La via per l'Oxiana è considerato da molti scrittori (tra cui Bruce Chatwin) uno dei migliori esempi di letteratura di viaggio. È il racconto di un viaggio durato dieci mesi in Persia e Afghanistan negli anni 1933-34, in compagnia del suo amico e scrittore Christopher Sykes, secondo figlio del diplomatico Sir Mark Sykes, famoso per il cosiddetto Accordo Sykes-Picot sulla spartizione dell'impero ottomano tra Regno Unito e Francia. Byron, in precedenza, aveva viaggiato in varie parti del mondo: Monte Athos, India, Unione Sovietica, Tibet. Tuttavia fu durante questo viaggio in Persia ed Afghanistan alla ricerca delle origini dell'arte selgiuchide che egli inventò lo stile di scrittura di viaggio che gli diede fama.
Il critico letterario Paul Fussell, nel Abroad: British Literary Traveling Between The Wars, scrisse che La via per l'Oxiana è per i libri di viaggio quello che «l'Ulisse è per il romanzo tra le due guerre e che La terra desolata è per la poesia». Bruce Chatwin ha descritto il libro come «un testo sacro, al di là di ogni possibile critica», e ha dichiarato di aver portato la sua copia del libro, «ormai senza dorso e copertina», come guida e conforto in quattro viaggi attraverso l'Asia centrale. Tuttavia, ai suoi tempi, ai libri di viaggio di Byron furono di gran lunga preferiti quelli di scrittori come Peter Fleming ed Evelyn Waugh.
L'amore per l'architettura è un aspetto importante negli scritti di Byron, che si batté spesso per la cura e la tutela di edifici e templi storici. Fu uno dei fondatori del Gruppo Georgiano. Byron fu inoltre un pioniere del rinnovato interesse per la Storia bizantina, e fu definito «uno dei primi e più brillanti filoelleni del XX secolo».
Partecipò all'ultimo rally di Norimberga, nel 1938, con Unity Mitford, nota per le sue simpatie filonaziste. Byron la conobbe tramite l'amicizia con la sorella Nancy Mitford, sebbene rimanesse sempre un fermo oppositore del nazismo.
Il grande amore di Byron, benché non corrisposto, fu Desmond Parsons, fratello più giovane del sesto Earl of Rosse, che era considerato uno degli uomini più attraenti della sua generazione. Vissero insieme a Pechino, nel 1934, dove Desmond contrasse il morbo di Hodgkin del quale morì a Zurigo nel 1937 a soli 26 anni. Byron fu estremamente afflitto da questo evento.
Byron morì a 35 anni nel 1941 dopo che la sua nave, la S.S. Jonathan Holt, fu silurata da un U-Boot nel Nord Atlantico. Il suo corpo non fu mai ritrovato.

## Influenza culturale
Il principe Carlo d'Inghilterra ha letto prose di Byron al canale BBC Radio 4 in occasione del "giorno della poesia" (ottobre 2006).

## Opere
- Europe in the Looking-Glass. Reflections of a Motor Drive from Grimsby to Athens, 1926
  - L'Europa vista dal parabrezza, trad. S. Brogli, a cura di Luca Federico Garavaglia, Collana Letteratura da viaggio, Excelsior 1881, Milano, 2008, ISBN 978-88-615-8051-0.
- The Station, 1928 [visite dei monasteri greci del Monte Athos con Mark Ogilvie-Grant e David Talbot Rice]
  - Monte Athos: paese governato da Dio, trad. di Paolo Gobetti, Bompiani, Milano, 1952; con il titolo Monte Athos. Viaggio alla montagna sacra della Grecia, Collana L'ippogrifo, Ibis, Como-Pavia, 2012, ISBN 978-88-716-4410-3.
- The Byzantine Achievement, 1929
  - L'eredità di Bisanzio, Collana Letteratura da viaggio n.12, Milano, Excelsior 1881, 2010, ISBN 978-88-615-8144-9.
- Birth of Western Painting. A History of colour, form, and iconography, G. Routledge, 1930.
- An Essay on India, 1931
- The Appreciation of Architecture, 1932
  - Il giudizio sull'architettura, a cura di Renzo Dubbini e Angelo Maggi, Collana I testimoni dell'arte, U. Allemandi, Torino, 2006, ISBN 978-88-422-1438-0.
- First Russia, Then Tibet, 1933
  - Gente di pianura, dei della montagna. Prima la Russia, poi il Tibet, a cura di Salvatore Marano, Biblioteca del vascello, Roma, Robin, 1993-2021, ISBN 978-88-727-4878-7.
- The Road to Oxiana, 1937 [viaggi in Persia e Afghanistan]
  - La via per l'Oxiana, trad. di Maria Grazia Bellone, Collana Biblioteca n.271, Adelphi, Milano, 1993, ISBN 978-88-459-0987-0.
  - La via per l'Oxiana, trad. di Francesco Brunelli, a cura di E. Turri, Collana Lontananze, Cierre, Verona, 1993, ISBN 978-88-859-2349-2.
- Imperial Pilgrimage, 1937 [piccola guida a Londra della "London in your pocket series", London, London Passenger Transport Board]
  - Pellegrinaggio nel cuore dell'Impero, trad. G. Lagomarsino, Collana Minimalia, Ibis, 2012, ISBN 978-88-716-4397-7.
- Letters Home, a cura di Lucy Butler (sua sorella), London, John Murray, 1991, ISBN 0-7195-4921-3.